# Єва Морріс
Єва Морріс (англ. Eva Morris, до шлюбу Шарп, англ. Sharpe; 8 листопада 1885 року, Ньюкасл-андер-Лайм, Стаффордшир, Західний Мідленд, Англія, Велика Британія — 2 листопада 2000 року, Стоун, Стаффордшир, Західний Мідленд, Англія, Велика Британія) — британська супердовгожителька. Була визнана Книгою рекордів Гіннеса найстарішою повністю верифікованою нині живою людиною в світі з 30 грудня 1999 року і до її смерті 2 листопада 2000 року.

## Життєпис
Єва Шарп народилась 8 листопада 1885 року в Ньюкасл-андер-Лайм, Стаффордшир, Англія. Морріс працювала найманою домогосподаркою. В 1930-му році помер її чоловік. До того, як їй виповнилося 107 років, Єва Морріс жила в своїй квартирі, потім переїхала в будинок для літніх людей. Єдина дитина Єви син Вінні помер від раку в 1975 році у віці 62 років.
Морріс в інтерв'ю розповідала, що прожила таке довге життя, тому що багато працювала, крім того раз на день випивала чарку віскі. Також вона любила їсти варену цибулю і часто проводила час на природі, катаючись на велосипеді.
Єва Морріс померла уві сні 2 листопада 2000 року о 1:25 ночі у віці 114 років і 360 днів, не доживши трохи менше тижня до свого 115-річного ювілею. Після її смерті найстарішою повністю верифікованою людиною в світі стала француженка Марі Бремон.